# آرایه‌شناسی فرگشتی

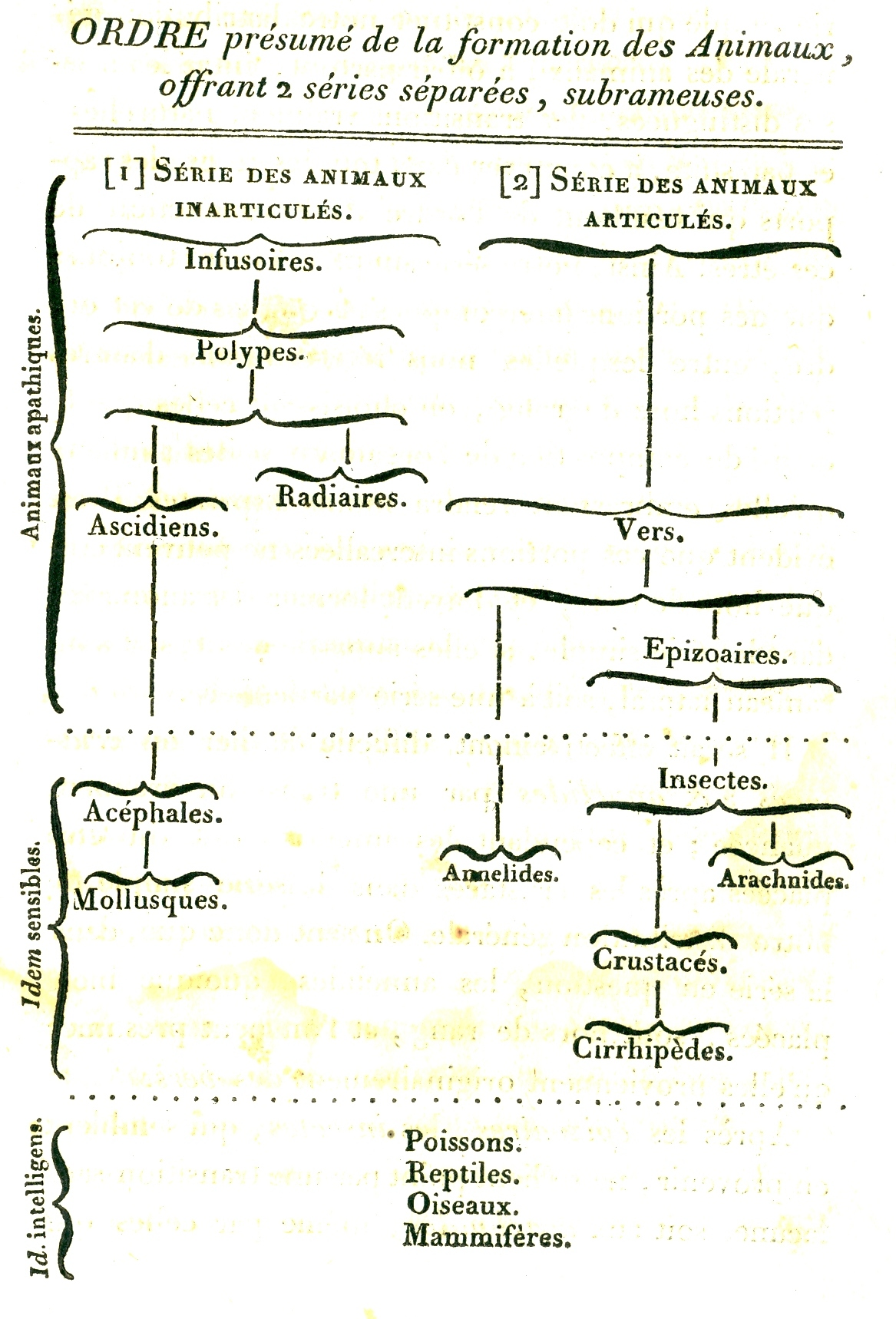
نمودار ژان بتیست لامارک در سال ۱۸۱۵ که انشعاب را در سیر تکامل بی‌مهرگان نشان می‌دهد.

آرایه‌شناسی فرگشتی یا طبقه‌بندی تکاملی (به انگلیسی: Evolutionary taxonomy)، سیستماتیک تکاملی یا طبقه‌بندی داروینی، شاخه‌ای از طبقه‌بندی زیست‌شناختی است که به دنبال طبقه‌بندی جانداران با استفاده از ترکیبی از رابطه تبارزایی (تبار مشترک)، رابطه اجداد و نسل (تبار سریال) و درجه تغییر تکاملی است. این نوع طبقه‌بندی ممکن است آرایه‌های کامل را به جای گونه‌های منفرد در نظر بگیرد، بنابراین می‌توان گروه‌هایی از گونه‌ها را به‌عنوان ایجاد گروه‌های جدید استنباط کرد. این مفهوم شناخته‌شده‌ترین شکل خود را در سنتز تکاملی مدرن در اوایل دهه ۱۹۴۰ یافت.